# Иван Христов (археолог)
Вижте пояснителната страница за други личности с името Иван Христов.
Иван Христов Христов е български археолог и историк.

## Биография
Роден е на 6 юли 1970 г. в Троян. През 1987 г. основава експедиционен клуб „Хермес“ към Музея на занаятите в Троян. Завършва средно образование в Троян. През 1990 – 1995 г. е студент по история със специализация по археология във Великотърновски университет „Св. св. Кирил и Методий“.
От 1992 до 1998 г. е член на Дружество за интердисциплинарни изследвания на селища и общности (ДИОС).
Бил е редовен докторант в катедра „Стара история, Тракология и Етнография“ на Великотърновски университет „Св. св. Кирил и Методий“. Защитава докторска дисертация през 1999 г. на тема „Планинска Тракия. Проблеми в историческото развитие на планински тип култура по модели от Хемус, Родопа и Карпати през I хил. пр. Хр.“.

### Научна кариера и експертна дейност
В периода 2000 – 2007 г. Иван Христов е научен сътрудник II степен в Националния исторически музей след проведен избор в Института по Тракология към БАН, а в периода 2007 – 2011 г. научен сътрудник I степен (главен асистент).
През 2011 г. Иван Христов се хабилитира като доцент за нуждите на НИМ. В музея е на длъжност професор от 2017 г.
Заместник Директор на Национален исторически музей от 2007 г .
В периода 1998 – 2000 г. е активен член на Гражданско сдружение „Помощ за Троянския манастир“, а в периода 2008 – 2020 г. е член на кръга „Будител“.
От 2007 г. е координатор на програма за проучване и опазване на римската крайпътна станция и кастел Состра на пътя Ескус – Филипополис, землище на с. Ломец, община Троян одобрена от Националния институт за опазване паметниците на културата. През 2008 г. пише стратегия за проучване, опазване и социализация на тракийски паметници в землището на с. Старосел, община Хисаря, одобрена от Министъра на културата.
В периода 2009 – 2010 г. е участник в проект по консервация и социализация на късноримски християнски гробници от некропола на Сердика в лапидариума на НИМ. Проект финансиран от Посланически фонд на посолството на САЩ в България. През 2011 г. е експерт строително-реставрационни дейности – към Проект на община Асеновград – „Асеновград – свещената порта на Родопите“ одобрен за финансиране по Оперативна програма „Регионално развитие 2007 – 2013 г.“. Същата година, след дълго прекъсване, възстановява подводните археологически проучвания на Националния исторически музей с провеждането на проучвания в акваторията на гр. Созопол, залива Вромос, остров Св. Тома и др.
Иван Христов е дългогодишен член на Научната група на Национален исторически музей. От 2014 г. е неин председател. Главен редактор е на „Известия на Национален исторически“ музей.
Член на редколегията на Известия на бургаския музей.
Бил е член на научния съвет на Институт за културно наследство с директор проф. д.и.н. Валерия Фол към УИИБИТ. Ръководител е на студентски практики по археология на учащи в ЮЗУ „Неофит Рилски“ и УНИБИТ (проучвания на кастела Состра; светилище на тракийския конник край Состра и тракийската резиденция на връх Кози грамади, Хисарско).
От 2014 г. е извънщатен член на Инспектората на Министерство на културата за приемане на резултати в областта на подводни археологически експедиции в България.
През 2014 г. проф. Христов участва в изграждането на експозицията на музея „Св. Никола“ в град Черноморец. Инициатор е за създаването на лапидариум към Музея на занаятите в Троян. Участник е в изграждането на постоянната експозиция на Исторически музей – Приморско. През 2015 г. участва в работна група по организиране на международна изложба с тракийски експонати в музея Лувър, Франция. През 2016 г. участва в работна група на Министерство на културата по промени Закона за културното наследство. През 2019 г. съставя основата на новата структура на Национален исторически музей. Инициатор и автор е на програма, свързана с представянето на културното наследство на българските възрожденски центрове в НИМ и сътрудничество с музеите в страната. През годините проф. Христов участва в популяризирането на българското културно наследство като сценарист на научнопопулярни филми в БНТ и частни медии.
От 2019 г. със заповед на министъра на културата е член на Съвета за теренни проучвания към НАИМ при БАН.
Семейно положение: женен с 1 дъщеря

## Награди и отличия
- 2005 г. и 2010 г. печели Първа награда на Дарителска програма за опазване на културното наследство на Мото-ПФОЕ.
- 2014 г. награда на Министерство на културата за научни резултати от археологически проучвания на обекти „Кози грамади“ и „Акра“, имащи значим принос в развитието на археологическата наука и популяризирането на културното наследство на страната.[4]
- 2014 г. Почетен знак „Златен герб“ – Троян – за принос относно проучване и съхраняване на местното културно наследство и научно творчество в областта на археологията.
- 2015 г. Почетен гражданин на гр. Черноморец[5]

## Квалификации
- Придобита квалификация по пещерно дело, алпинизъм и леководолазно дело. Преди 2000 г. е бил ръководител на учебно-спортната дейност на алпийски клуб „Амбарица“ – Троян.
- 1990 – 1992 г. – Стажант-планински спасител към БЧК.
- Планински спасител от 1993 до 2000 г. Има изкаран курс по спасяване в трудни терени във Враца.
- Като водолаз има две звезди по CMAAS.

## Разкопки и проучвания
Ръководител на археологическите проучвания:
- Кастела Состра до с. Ломец, Троянско; крайпътната станция Монтемно в Троянския проход ;[1]
- базиликата Св. Георги до кастела Состра ;[1]
- светилищата Белинташ, Питвото и Караджов камък в Родопите ;[6]
- Одриската царска резиденция на връх Кози грамади в Средна гора ;[7]
- Четиньова могила до с. Старосел, Хисарско;[8]
- крепостите Акра и Хрисосотира до гр. Черноморец,[9] подводния обект в залива Вромос ;[10]
- подводни проучвания в акваторията на Созопол ;[11]
- подводни проучвания в акваторията на о-в св. Тома ;[12]
- крепостта на полуостров Атия ;[13]
- светилището на Зевс и Хера на връх Кози грамади;[14]
- светилището на тракийския конник до с. Лешница, Ловешко ;[12]
- раннохристиянската базилика при с. Старосел ;[15]
- наблюдателни кули по протежението на римския път през Троянския проход ;[16]
- крайпътната станция Состра ;[17]
- остров св. Тома ;[12]
- Лъвската глава до гр. Приморско ;[3]
- елинистическата крепост в м. Фармакида до гр. Приморско ;[18]
- крепостта на нос Емине[3] и др.
- Подводни археологически проучвания в залива Ченгене скеле
- Елинистически укрепен обект на нос Чироза, кв. Крайморие на гр. Бургас
- Подводни проучвания в акваторията на нос Христос (Port Baglar).
- Проучвания на антични рудници за добив на злато в околностите на Созопол

## Избрана научна библиография
До 2020 г. проф. д-р Иван Христов е публикувал 170 научни публикации (книги, студии, статии и отделни съобщения – вж.).

### Книги
- Планинска Тракия. Население, религия и култура в древността. В. Търново. Фабер. 1999, 1 – 256.
- The Rocky sanctuaries in Mauntain Thrace, Велико Търново, Фабер, 2000, 1 – 144.
- Пътища и крайпътни съоръжения в Хемус. Принос към историческата география на древна Тракия. В. Търново, Фабер, 2002, 1 – 183.[19]
- Тракийски накитни съкровища VII – VI в. пр. Хр. София, 2002, 1 – 96. (съавторство с Г. Китов, М. Иванова и М. Бинев). Состра. Проучване на римската крайпътна станция и кастел на пътя Ескус – Филипополис, том І, 2003, 1 – 151.[20]
- Римски крайпътни станции на пътя Ескус–Филипополис. Ад радицес – Монтемно – Суб радицес. В. Търново, Фабер, 2004, 1 – 156. (съавторство с М. Иванова–Камишева и Павлин Стойнов).[21]
- Состра. Проучване на римската крайпътна станция и кастел на пътя Ескус – Филипополис. Том ІІ. Велико Търново, Фабер, 2006, 1 – 136.[22]
- Крепостта Состра, император Галиен и кохортата на „Възвращенците“. В. Търново, 2008, 1 – 92.[23]
- За името на един град. Траян – Состра – Троянхисар – Троян. В. Търново, 2009, 1 – 67.[24]
- Храмът на безсмъртните. Проучвания на монументални паметници в северозападната периферия на Одриското царство края на V – средата на IV в. пр. Хр. София, 2010, 1 – 248.[25]
- Состра. Римският град в полите на Хемус. Фабер, 2006.[26]
- Тайнствената тракийска резиденция, крепост и светилище на одриските царе (V–ІV в. пр. Хр.), Фабер, 2006.
- Антични и средновековни крепости в Централна Стара планина. Фабер, 2007.
- Светилища на траките в Централен Хемус. Фабер, 2007.
- Троглодитите. Скалната култура на траките по Западното Черноморие. Варна, 2009.[27]
- Светилища на древните траки в Родопите Добростан – Градище. В. Търново 2009.
- И. Христов, Д. Анастасов, А. Ангелов. Тракийският храм в Старосел. История на проучванията, консервация и перспективи за археологическите проучвания в землището на Старосел. София 2008, 1 – 66.[28]
- Кози грамади. Проучване на Одриска владетелска резиденция и светилища в Средна гора VIII–І в. пр. Хр. Том І, София 2011, 1 – 256. / Kozi gramadi Studies of an odrysian ruler’s residence and sanctuaries in Sredna gora mt. 8th – 1st centuries BC volume I, Sofia 2011, 1 – 256 (съавторство с Д. Стоянова, В. Ханджийска, Ч. Цочев, Ст. Иванов и П. Минков; под редакцията на Ив. Христов).>
- Кози грамади. Проучване на Одриска владетелска резиденция и светилища в Средна гора VIII–І в. пр. Хр. Том ІІ, София 2012, 1 – 208. / Kozi gramadi studies of an odrysian ruler’s residence and sanctuaries in Sredna gora mt. 8th – 1st centuries BC volume II, Sofia 2012, 1 – 208 (съавторство с В. Ханджийска, Ст. Иванов и В. Тодоров; под редакцията на Ив. Христов).
- Акра. Проучване на ранновизантийска крепост на полуостров Свети Никола при град Черноморец. Том І, София 2013, 1 – 256. / Akra. Exploring the early byzantine fortress on St. Nikola peninsula near the town of Chernomorets volume I, Sofia 2013, 1 – 256 (съавторство с С. Иванов, Ил. Киров, П. Девлова, Я. Мутафчиева, Л. Нинов и С. Узунова; под редакцията на Ив. Христов)[29]
- Акра между Анхиало и Созопол. София 2013, 1 – 169. / Akra between Anhialo and Sozopol. Sofia 2013, 1 – 169.
- Антични каменни котви, каменни и оловни щокове от колекцията на Национален исторически музей. Края на II хил. пр. Хр. – III в. сл. Хр. София 2013, 1 – 168 / Antique stone anchors, stone and lead anchor stocks from the collection of the National museum of history end of 2nd ml b.c. – 3rd century AD. Sofia 2013, 1 – 168.
- Светилище на Тракийския конник край Состра, София 2013, 1 – 267. / The sanctuary of the thracian horseman by Sostra. Sofia 2014. 1 – 267 (съавторство с С. Торбатов, Ст. Иванов, Л. Нинов и Б. Иванова).[30]
- Подводни археологически проучвания в залива Вромос, акватория на гр. Черноморец (Емпорион в хората на Аполония Понтика) 1, София 2014, 1 – 216. / Underwater archaeological researches in the gulf of Vromos, aquatory of Chernomoretz (An emporium in the chora of Apollonia Pontica) Sofia 2014, 1 – 216 (съавторство с Ил. Киров, Г. Рибаров, П. Девлова и Б. Златева; под редакцията на Ив. Христов).
- Светилище на Зевс и Хера на връх Кози грамади в Средна гора, София 2014, 1 – 288. / A Sanctuary of Zeus and Hera on Kozi Gramadi Peak in Sredna Gora. Sofia 2014, 1 – 288
- Χρσσοσωτήρα. Ранновизантийска крепост на полуостров Хрисосотира при град Черноморец V – V век, 1, София 2015, 1 – 160. / Χρσσοσωτήρα. An early byzantine fortress on the peninsula of Hrisosotira at the town of Chernomorets 5th–7th century, 1, Sofia 2015, 1 – 160.
- Praetorium Sostra. Проучване на римската крайпътна станция Состра на пътя Ескус–Филипополис II–ІІІ век. София 2015, 1 – 144. / The Praetorium Of Sostra. A study of the Roman roadside station of Sostra on Oescus – Philippopolis road (II – III century). Sofia 2015, 1 – 144.[31]
- Римските императори в Тракия. Учебник по римска история и археология. София 2016, 1 – 360[32]
- Президии, бурги и фрури в провинция Мизия и Тракия II–ІV век. София 2016, 1 – 224[33]
- Фармакида. Проучване на тюрзис от елинистическата епоха в м. Фармакида, Община Приморско ІІ–І в. пр. Хр. София 2016, 1 – 192. / Farmakida. Study of a τσρσισ from the Hellenistic period in the Farmakida locality, Primorsko municipality 2nd–1st c. BC. Sofia 2016, 1 – 192. (съавторство с Даниел Пантов; под редакцията на Ив. Христов)
- Ad radices. Римска крайпътна станция на пътя Ескус–Филипополис. София 2012, 1 – 96.
- Χρσσοσωτήρα. Ранновизантийска крепост на полуостров Хрисосотира при град Черноморец V – V век, ІІ, София 2017. / Χρσσοσωτήρα. An early byzantine fortress on the peninsula of Hrisosotira at the town of Chernomorets 5th–7th century, 2. Sofia 2017, 1 – 160.
- Mare Ponticum. Крайбрежни крепости и пристанища в провинция Хемимонт V – VII век, София 2018, 1 – 432 / Mare Ponticum. Coastal fortresses and harbour zones in the province of Haemimont 5th–7th century, Sofia 2018, 1 – 432.
- Χρσσοσωτήρα. Ранновизантийска крепост на полуостров Хрисосотира при град Черноморец V – V век, ІІ, София 2018, 1 – 160. / Χρσσοσωτήρα. An early byzantine fortress on the peninsula of Hrisosotira at the town of Chernomorets 5th–7th century, 2. Sofia 2018, 1 – 160.
- Χρσσοσωτήρα. Ранновизантийска крепост на полуостров Хрисосотира при град Черноморец V – V век, ІIІ, София 2019, 1 – 160. / Χρσσοσωτήρα. An early byzantine fortress on the peninsula of Hrisosotira at the town of Chernomorets 5th–7th century, 3. Sofia 2019, 1 – 160.[34]
- Археологическото богатство на Троянския край. Каталог. София 2019, 1 – 256[35]
- Тайните на нос Емине. Археологически проучвания в землището на с. Емона, Община Несебър. В Търново 2020, 1 – 192/ The Secrets of Cape Emine Archaeological re-search in the land of the Emona village, Municipality of Nesebar. V.Tarnovo 2020, 1 – 192.
- Полуостров / остров Св. Тома. История и археология на черноморските острови.= Peninsula / island of St. Thomas. History and Archaeology of the Black Sea islands. Фабер, 2021,1 – 336 ISBN	9786190014072
- Тайните на залива Ченгене скеле в Черно море. Археологически обекти и находки в крайбрежната зона между полуостров Метоха и нос Форос. ISBN 978–619–90311 – 3 – 1 (pdf) ISBN 978–619–91678–5–4 (pdf). София 2022,1 – 253 53.
- PORT BAGLAR. Archaeological surveys in the water area of Cape Hristos and the hinterland between the capes of Kolokita and Agalina near Sozopol.(ISBN 978-619-90311-5-5 pdf) София 2023,1 – 160; ISBN: 978-619-00-1583-3 – печатно издание В. Търново, изд. Faber 2023 54.